# Донва
Донва (фр. Domvast) насеље је и општина у североисточној Француској у региону Пикардија, у департману Сома која припада префектури Абевил.
По подацима из 2011. године у општини је живело 343 становника, а густина насељености је износила 26,69 становника/km². Општина се простире на површини од 12,85 km². Налази се на средњој надморској висини од 80 метара (максималној 83 m, а минималној 39 m).

## Демографија
| 1962. | 1968. | 1975. | 1982. | 1990. | 1999. | 2011. |
| ----- | ----- | ----- | ----- | ----- | ----- | ----- |
| 240   | 255   | 220   | 213   | 205   | 212   | 343   |

График промене броја становника у току последњих година